# ناحیه بوزینه
ناحیه بوزینه (به عربی: دائرة بوزینة) یک ناحیه در الجزایر است که در استان باتنه واقع شده‌است.